# Manuel Escacena
Manuel Escacena García, conocido artísticamente como Manuel Escacena o Niño de Escacena (Sevilla, 11 de octubre de 1886-Madrid, 10 de junio de 1928), fue un cantaor flamenco español, uno de los que más contribuyeron a la conservación de las tarantas y cartageneras. Fue depositario, maestro y transmisor de estos cantes, aprendidos del linarense Basilio, de Antonio Chacón y de Antonio Grau Dauset, hijo de Rojo El Alpargatero. Fue un consumado especialista y los cantó en las reuniones y en las veladas flamencas del Madrid del primer cuarto del siglo XX y después los dio a conocer por toda España. 
Su admirador más cualificado fue Antonio Chacón. Según Antonio Murciano, Antonio Chacón "cuando no sabía qué hacer con las últimas pesetas que le quedaban en el bolsillo, se marchaba en busca de Manolo Escacena para que le entonara y enseñara variedades taranteras de las veintitantas que conocía".
En su localidad natal, Sevilla, tuvo Escacena sus comienzos como cantaor y allí alcanzó cierto renombre. Hacia 1905 se trasladó a Madrid, donde residió hasta su muerte. En la flamante capital del mundillo flamenco cantó en el Café de la Marina y en Fornos. Durante estos primeros años en Madrid tuvieron lugar dos encuentros trascendentales para su futura carrera como artista. Primero conoció a Basilio, un primo de Ramón Montoya, que destacó como tarantero; de él aprendió Escacena los cantes de Linares y, por él, se aficionó a ellos. Más tarde coincidió en una pensión con el joven Antonio Grau, que había llegado a Madrid con la intención de estudiar la carrera de letras.
El cantaor sevillano introdujo al hijo de Rojo El Alpargatero en los ambientes flamencos madrileños. Fueron jornadas importantes para ambos. Escacena tuvo la oportunidad de conocer y asimilar los cantes de Rojo y de otros artistas que Antonio Grau había oído cantar en el café de su padre; cantes que el hijo del Rojo tenía aún muy frescos en la memoria. En 1909 Antonio Grau Daucet marchó a París y la relación Grau-Escacena acabó.
En Madrid, Manolo Escacena siguió ganándose la vida como los demás cantaores de su tiempo: en reuniones y juergas flamencas, en multitud de ocasiones en Los Gabrieles junto a su maestro y compañero Antonio Chacón. Pronto destacó como intérprete de los cantes hispanoamericanos, cada día más populares, pero fueron sus tarantas las que le hicieron famoso. Han quedado registradas varias de ellas. Unas son preciosistas y presagian el tipo de taranta que terminaría poniéndose de moda en la década de 1930, como:

En el de tu anhelo,
en el barco de tu anhelo, de tu anhelo en el barco
que ya están los peces en calma;
yo vivo con el recelo,
y por eso a mí me llaman, siempre me llaman
¡ay! que pescador de tu arroyuelo, de tu arroyuelo,
de tu arroyuelo.

con los tercios alargados a base de repetir palabras y palabras.
Otras, como La Gabriela, que tan popular hiciese después la Niña de los Peines, han superado con creces la prueba del tiempo y siguen siendo tan apreciadas en la actualidad como cuando por primera vez se cantaron.
La última que registró, la popular Taranta del verano, escasamente conocida en la actualidad, es otro buen ejemplo de su consumada maestría como tarantero:

¡Ay! que yo no me divierto, no me divierto
¡ay! estoy pasando un verano
que yo no me divierto un día,
¡ay! mientras mi tío Cayetano
se está gastando en bebía
¡ay! que to el dinero que yo gano.

Una taranta que, aunque apenas tiene marcados altibajos tonales, suena melodiosa dicha con la voz y en el estilo de este cantaor. Escacena tenía una voz dulce y melodiosa, que resultaba idónea para estos estilos de cante.
El 10 de junio de 1924 recibió posiblemente la mayor satisfacción de su vida artística al cantar ante el rey de España, Alfonso XIII. El recital flamenco, organizado por Chacón, tuvo lugar en el Palacio de Liria con motivo de la visita a España de los Reyes de Italia. Actuaron también Manolo Pavón, la Niña de los Peines y Antonio Chacón.
El 31 de mayo de 1928 se celebró en el Teatro Pavón de Madrid, en su honor y a beneficio suyo, una velada de flamenco. Actuaron quienes habían compartido con él muchas noches de cante y muchos días difíciles: Ramón Montoya, Juan Valencia Carpio, Cepero y El Niño de Madrid, entre otros.

## Fuente
- Este artículo es una obra derivada de «"Manuel_Escacena"» por "Manuel_Escacena"&action=history editores de Ateneo de Córdoba, disponible bajo las licencias GNU Free Documentation License y Creative Commons Atribución-CompartirIgual 3.0 Unported.
- José Luis Navarro García y Akio Lino (Cantes de las minas. Ayuntamiento de Córdoba, 1989).

- Datos: Q5992830